# William D. Taylor

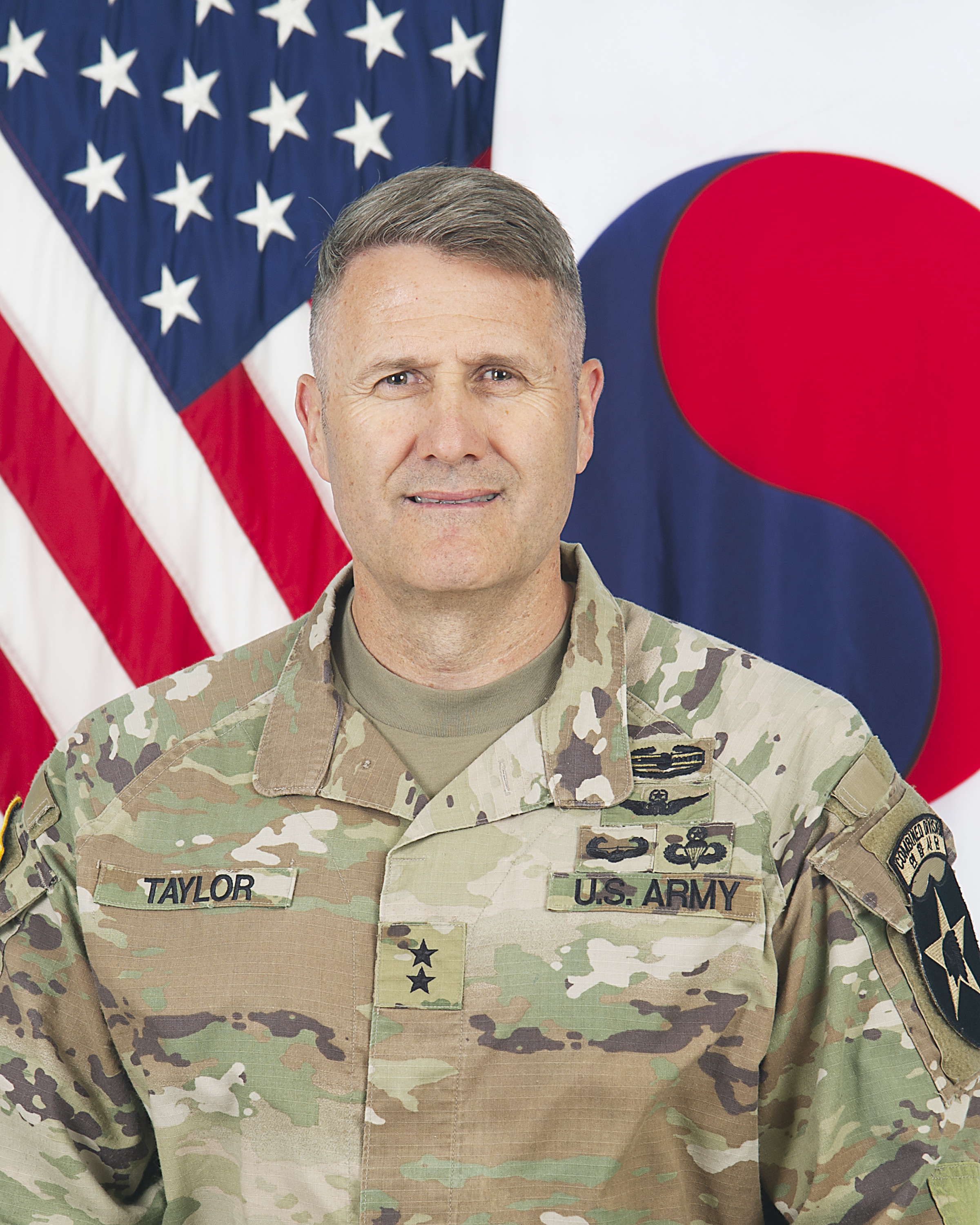
Maj. Gen. William D. Taylor (2023)

William D. Taylor (* um 1970) ist ein Generalmajor der United States Army. Bis zum Juni 2024 kommandierte er die 2. Infanteriedivision.
Im Jahr 1988 trat Taylor als einfacher Soldat der Feldartillerie dem US-Heer bei. Über das ROTC-Programm der Brigham Young University gelangte er im Jahr 1991 in das Offizierskorps des US-Heeres. Dort wurde er als Leutnant der Infanterie zugeteilt. In der Armee durchlief er anschließend alle Offiziersränge vom Leutnant bis zum Zwei-Sterne-General.
Im Lauf seiner militärischen Karriere absolvierte William Taylor verschiedene Kurse und Schulungen. Dazu gehörten unter anderem der Aviation Officer Basic Course, die Flight School, der Armor Officer Advanced Course, der Cavalry Leaders Course, das Command and General Staff College und das Air War College der United States Air Force.
In seinen jüngeren Jahren absolvierte er den für Offiziere in den niederen Rangstufen üblichen Dienst in verschiedenen Einheiten und Standorten. Dazu gehörten auch Aufgaben als Stabsoffizier in verschiedenen Hauptquartieren. Er kommandierte militärische Einheiten auf vielen Ebenen bis zum Divisionskommandeur. Zwischenzeitlich war er auch als Sportlehrer an der United States Military Academy in West Point tätig.
Zu Beginn des Jahres 2002 wurde er nach Afghanistan versetzt, wo er Stabsoffizier in der J5 Abteilung der Combined Joint Task Force CJTF-180 war. Später wurde er unter anderem mit der 101. Luftlandedivision mehrfach in den Irak versetzt. Außerdem war er nochmals in Afghanistan eingesetzt. Zwischen 2014 und 2016 kommandierte William Taylor eine Brigade der Luftlandeeinheiten (2nd Combat Aviation Brigade) in Südkorea. In den Jahren 2016 und 2017 gehörte er dem Stab der ebenfalls in Südkorea stationierten 8. Armee an. Danach leite er die Stabsabteilung G3 (Operationen) der 1. Kavalleriedivision.
Am 2. Juni 2018 erreichte William Taylor mit seiner Beförderung zum Brigadegeneral die Generalsränge. Zwischen September 2018 und Mai 2019 kommandierte er den United States Army Operational Test Command in Fort Hood dem heutigen Fort Cavazos in Texas. Danach wurde er in das Verteidigungsministerium der Vereinigten Staaten versetzt, wo er zwischen Juni 2019 und Juni 2020 als Berater für Angelegenheiten mit dem Einsatz in Afghanistan im Zusammenhang mit der Operation Freedom’s Sentinel tätig war. 
Daran schloss sich seine Versetzung zum Joint Chiefs of Staff in Washington, D.C. an. Dort war Taylor zwischen Juni 2020 und Juni 2022 Abteilungsleiter für regionale Operationen und Truppenführung (Deputy Director for Regional Operations and Force Management) in dessen J3 Abteilung. Während dieser Zeit wurde er am 29. Juli 2021 zum Generalmajor befördert.
Es folgte eine Versetzung zum Heeresministerium, wo er zwischen Juni 2022 und April 2023 Abteilungsleiter für Heeresfliegerei in der kombinierten G3/5/7 Stabsabteilung war (Director, Army Aviation, Office of the Deputy Chief of Staff, G-3/5/7, United States Army, Washington, DC).
Im Anschluss an diese Tätigkeit wurde er erneut nach Südkorea versetzt. Dort übernahm er als Nachfolger von David Lesperance das Kommando über die 2. Infanteriedivision, das er bis zum 21. Juni Mai 2024 innehatte. Danach wurde er zum Stab des kombinierten United Nations Commands, der süd-koreanisch-amerikanischen Truppen und der United States Forces Korea versetzt. Dort ist er in der Stabsabteilung für Operationen als director of operations tätig.    

## Orden und Auszeichnungen
William Taylor erhielt im Lauf seiner militärischen Laufbahn unter anderem folgende Auszeichnungen:
- Defense Superior Service Medal
- Legion of Merit
- Bronze Star Medal
- Defense Meritorious Service Medal
- Meritorious Service Medal
- Joint Service Commendation Medal
- Army Commendation Medal